# Champlainsjön

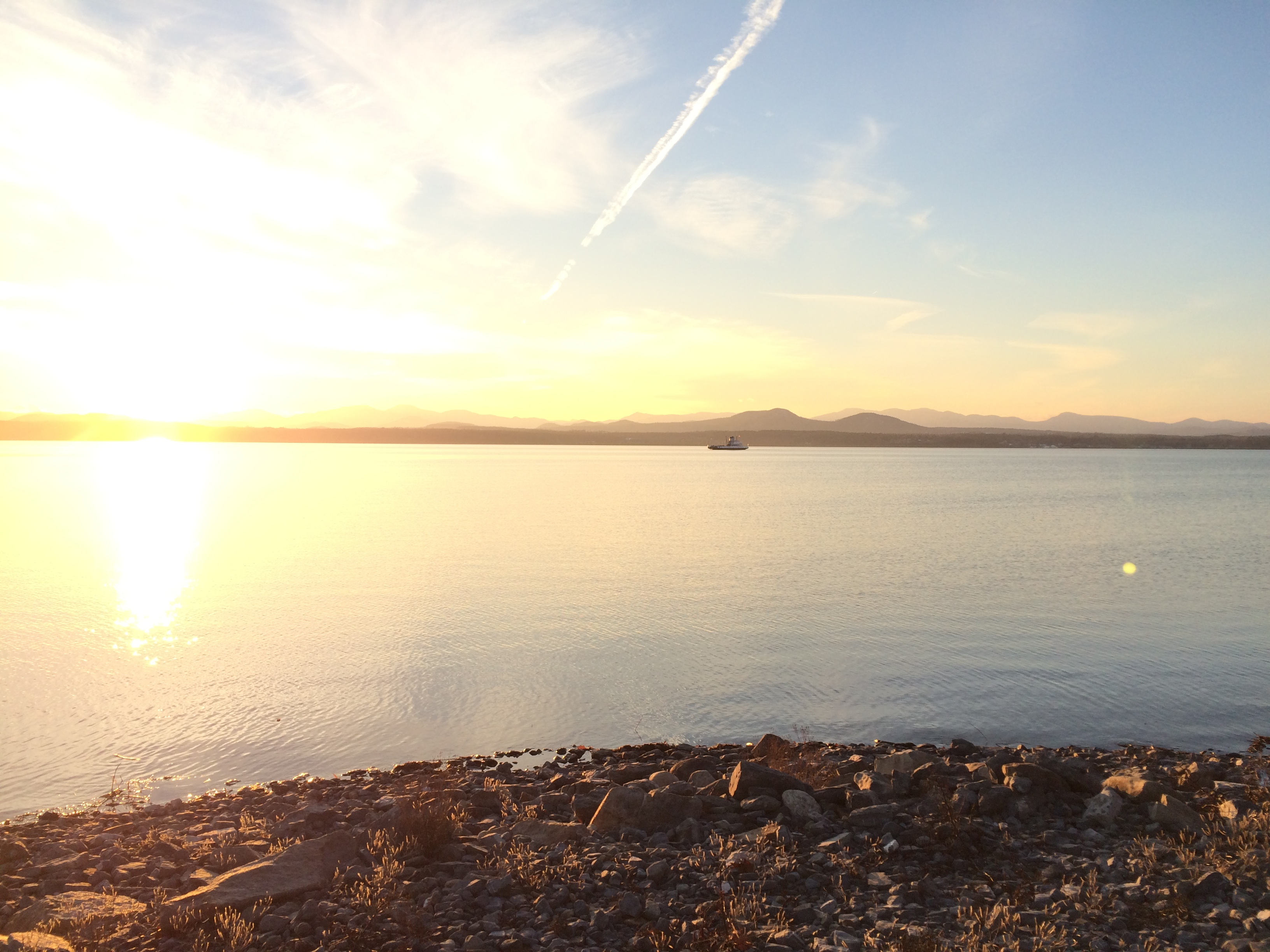
Champlainsjön.

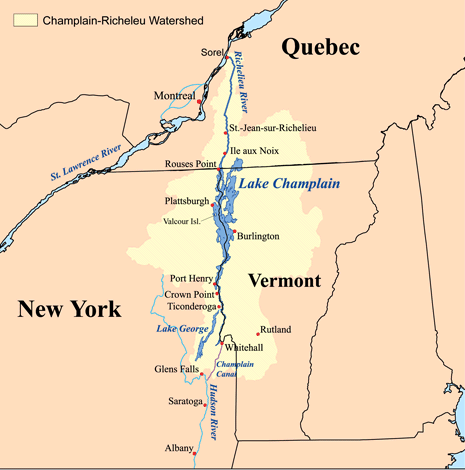
Karta över Champlainsjöns och Richelieuflodens avrinningsområde. Lake George ingick i den historiska förbindelseleden till Kanada.

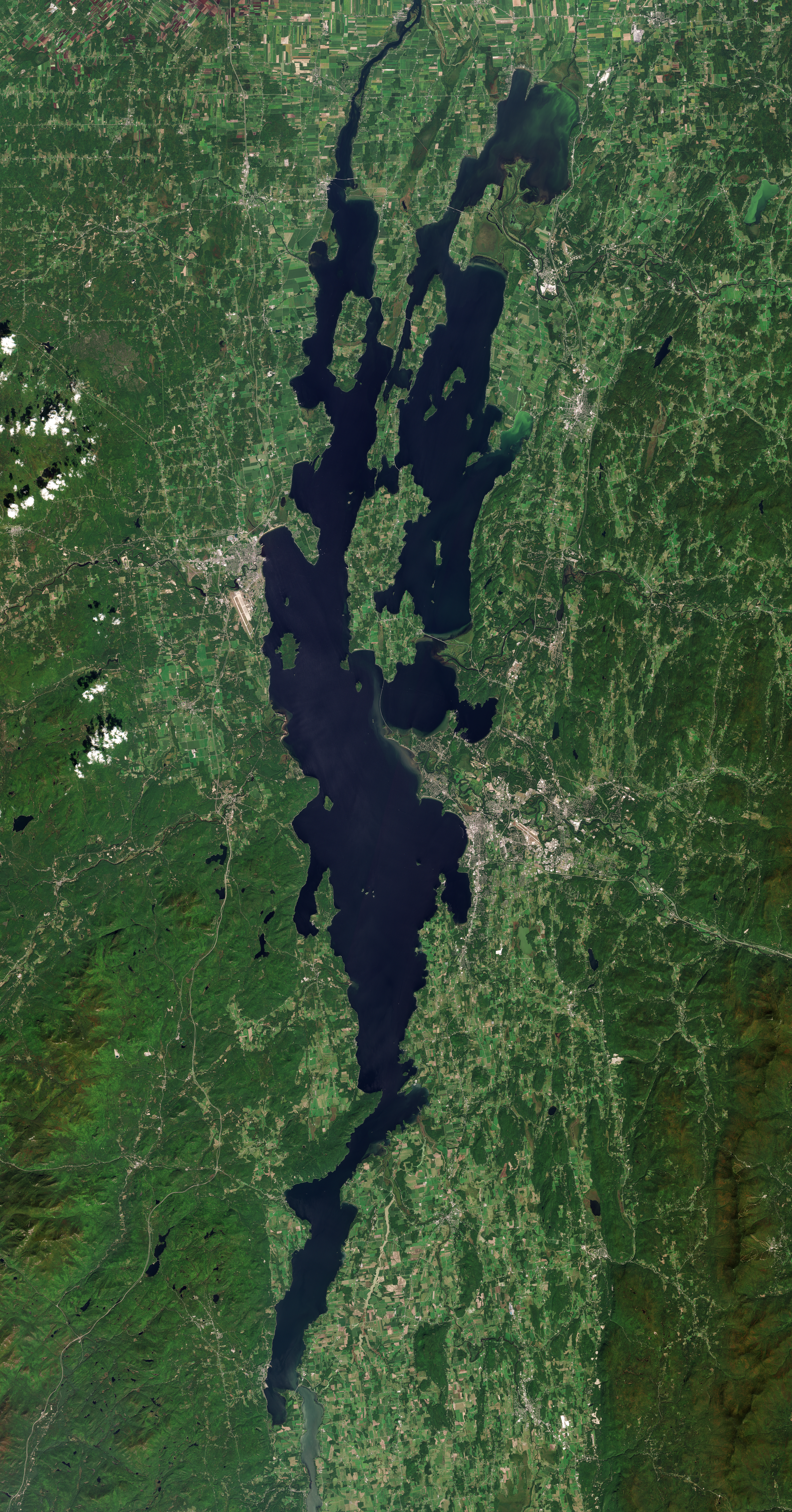
Satellitfotografi över Champlainsjön.

Champlainsjön (engelska: Lake Champlain, franska: Lac Champlain) är en insjö i Saint Lawrenceflodens avrinningsområde, på gränsen mellan USA och Kanada. Den är belägen i en nord-sydlig gravsänka, 28 m ö.h.

## Historia
Sjön har haft historisk betydelse som en förbindelseled mellan Montréalregionen och Hudsonflodens dalgång. Den har varit av militär betydelse under fransk-indianska kriget och det amerikanska frihetskriget, då leden användes för att invadera Kanada: under det förra kriget av Storbritannien och de Tretton kolonierna, under det senare av Förenta Staterna.
Under 1812 års krig utkämpades ett sjöslag mellan Storbritannien och USA där, den 11 september 1814. Det var 14 amerikanska skepp som stred mot 16 brittiska skepp. Britterna fick ge sig efter en två timmar lång kamp.
Numera ingår sjön i ett sammanhängande kanalsystem för turistbåtar mellan New York och Montréal. Sjön är uppkallad efter den franske upptäcktsresanden Samuel de Champlain, som nådde sjön norrifrån 1609.

## Läge och storlek
Huvuddelen av sjön är uppdelad mellan de amerikanska delstaterna New York och Vermont, medan de nordligaste delarna sträcker sig in i den kanadensiska provinsen Québec. Champlainsjön avvattnas norrut via Richelieufloden till Saint Lawrencefloden vid Sorel-Tracy. Söderut förbinds sjön med Champlainkanalen till Hudsonfloden, som rinner ut i Atlanten vid New York. Sjön har en långsmal, huvudsakligen nord-sydlig utsträckning, med en största längd på 175 kilometer och en största bredd på 20 kilometer. Största djupet ligger på 122 meter. Arean är 1 150 km².